# A1Plus Filmproduktion

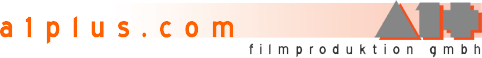
Firmenlogo

Die A1Plus Film und Fernsehproduktion GmbH wurde 1980 von Wolfgang Hackl gegründet.
In den Jahren ist die Firma mehrmals übergesiedelt und 2005, nach 10 Jahren in Maria Enzersdorf in Niederösterreich, wieder nach Wien zurückgekehrt. Das Unternehmen beschäftigt mittlerweile 6 fest angestellte Mitarbeiter.
In den 1980er Jahren lag der Schwerpunkt auf Werbung und Musikvideos. Seit 1991 produziert die „A1plus“ Dokumentarfilmserien mit Schwerpunkt Kultur, Politik und Gesellschaft sowie Music Specials, Industriefilme, Schulungsfilme, Schulfilme und historische Dokumentationen.

## Produktionen
- 2007
  - Wien – Eine Stadt. Ein Buch. (Dokumentation)
- 2006
  - Ernst Molden – Der Blues von Wien (Dokumentation)
  - Pok Ta Pok – Das Feuerspiel (Dokumentation)
  - Gesprengte Berge – Getrennte Herzen – Der Erste Weltkrieg in den Dolomiten (Dokumentation)
  - Ernst Molden – Der Blues von Wien (Musikdokumentation)
  - Am Bau (Schulungsfilm)
- 2005
  - Spuren im Sand – Moment-Kunst in der tunesischen Sahara (Dokumentation)
  - Cello für Kitt (Musik Special)
  - Kunststoffe (Schulungsfilm)
- 2004
  - American Expansion – Der Traum vom Raum in den USA (Dokumentation)
  - Bollywood Remixed – Das indische Kino erobert den Westen, Postproduktion (Dokumentation)
  - Zwischen zwei Seideln – Alkoholismus in Österreich, Postproduktion (Dokumentation)
  - Spirit of Europe (Konzertfilm)
- 2003
  - Der Norden lockt die klugen Köpfe – Brain Drain macht die Armen ärmer (Dokumentation)
  - American Psyche – Vom Patriotismus in den USA, Postproduktion (Dokumentation)
  - Ferne Nachbarn – Österreichischen Entwicklungszusammenarbeit in: Guatemala, Nicaragua, Bosnien-Herzegowina, Uganda, Namibia und Burkina Faso (Dokumentarreihe)
  - Europa und das neue Geld (Dokumentarreihe)
- 2002
  - Die Ritter des 21. Jahrhunderts (Dokumentation)
  - Stefan Zweig – Der heimatlose Europäer (Dokumentation)
  - Connect Europa – die EU-Beitrittskandidaten 2004 (Dokumentarreihe)
- 2001
  - Arthur Schnitzler Tagebuch – Neue Lippen, ein neuer Seufzer (Dokumentation in 2 Teilen)
  - Tazara – Der eiserne Weg in die Freiheit (Dokumentation)
  - Euro Countdown (Dokumentarreihe)
- 2000
  - Durstkrieg – Der Kampf ums Wasser (Dokumentation)
  - Der Duft der weiten Welt – Öko-Tourismus auf Zanzibar (Dokumentation)
  - Adios Panama – Die Gringos gehen (Dokumentation)
  - Kulturstädte 2000 (Dokumentarreihe)

- Dokumentationen, produziert vor 1999
  - Hawaii – Paradies in der Pleite
  - Doswidanije – Shalom Die letzten Juden von Birobidschan
  - Uganda – Hoffnung statt Agonie
  - Sonnenseiten – Schattenkinder 50 Jahre Unicef
  - Kubas letzte Illusion Karibik-Kommunismus vor dem Kollaps
  - Neuseelandfaktor – Das Ozonzeitalter hat begonnen
  - Mongolei – Der Bettler auf dem goldenen Berg
  - Safed – Die Stadt auf dem Berg
  - Schatten über Afrika – Herren und Sklaven der Wüste
  - Arche in der Großstadt – Stadtwälder

## Auszeichnungen
- 2006: Gewinner des Grand Prix Victoria bei den 22. Internationalen Wirtschaftsfilmtagen für Kunststoffe (Regie: Michael Stöger)
- 2004: Finalist bei der 46. International Television and Promotion Competition, The New York Festivals, 2004, in der Kategorie „Historie&Society“ mit dem Beitrag Bosnien – Herzegowina aus der Serie Ferne Nachbarn (Regie: Karl Pridun)
- 2000: Sieger des TOURA D’OR – Filmwettbewerb Zukunftsfähiger Tourismus 2000 in der Kategorie „Informations- und Dokumentationsfilm“ für Der Duft der weiten Welt (Regie: Claudia Pöchlauer)
- 1999: Auszeichnung für „hohen Standard“ der Corporate Media 99 und „die silberne Pyramide“ in der Kategorie Dokumentation beim 8. ITVA Festival für EURO-CITY Berlin (Regie: Karl Pridun)
- 1998: Finalist der 41. International Television and Promotion Competition, The New York Festivals für “EURO-CITY: Dublin” (Regie: Georg Madeja)
- 1997: OttoCar Award in Silber beim AutoVision Festival Frankfurt IAA 97 Graf und Gräfin Khevenhüller und ihr Mercedes Simplex, Baujahr 1905 aus der Oldtimer-Serie „Altes Blech - junge Liebe“ (Regie: Manfred Haspel)
- 1996: Auszeichnungen für „hohen Standard“ der Corporate Video&TV 96 für INTER-CITY: Odessa (Regie: Christoph Buch) und für den Dokumentarfilm „UGANDA - HOFFNUNG STATT AGONIE“ (Regie: Peter Zurek)
- 1995: Auszeichnungen für „hohen Standard“ der Corporate Video&TV 95 für INTER-CITY Riga, Sofia, Venedig und Danzig (Regie: Christoph Buch, Karl Pridun)
- 1994: „Award Of Master“ der Corporate Video&TV 94 für die Sendereihe INTER-CITY (Regie: Christoph Buch), Auszeichnung für „hohen Standard“ der Corporate Video&TV 94 für Kuba – Karibik Kommunismus vor dem Kollaps (Regie: Peter Zurek), Diplom For Exclusive Artistic Achievement beim Golden Antenna Festival, Bulgarien, für For A Moment (Regie: Wolfgang Hackl), Award beim US International Film & Video Festival in Chicago für For A Moment (Regie: Wolfgang Hackl)
- 1993: „Master Of Excellence“ der Corporate Video&TV 94 für Neuseelandfaktor (Regie: Peter Zurek)
- 1992: Grand Prix und 1. Preis bei den 15. Deutschsprachigen Wirtschaftsfilmtagen für Österreichische Wohnkultur – Tradition, die lebt (Regie: Pedro Chlanda)
- 1988: aac – Hervorragende Kameraarbeit beim TV- und Kinospot „Action By Stanford“ (Kamera: Wolfgang Hackl)